# واکنشگر بندیک

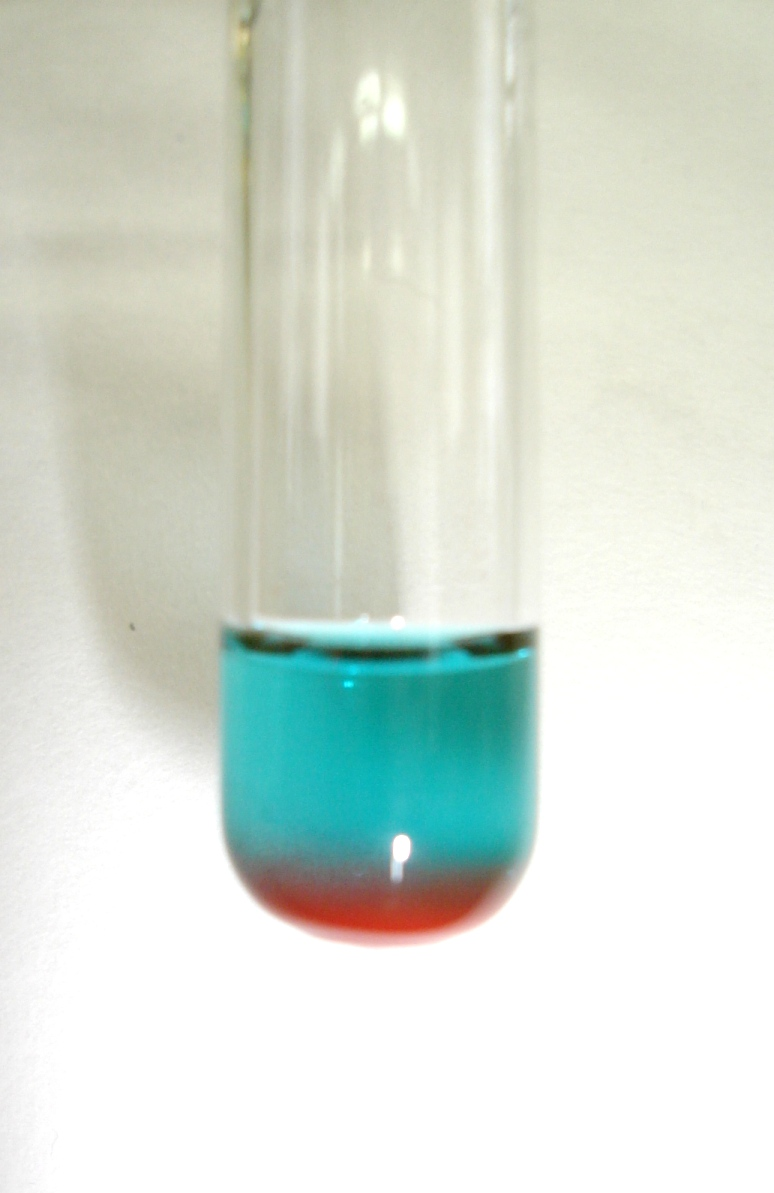
واکنشگر بندیک-مثبت

معرف بندیکت (که به نام‌های محلول بندیکت یا آزمایش بندیکت نیز خوانده می‌شود) (به انگلیسی: Benedict's reagent)
معمولأ به جای محلول فهلینگ(محلول فهلینگ معرفی است که برای جداسازی گروه‌های فعال کتونی و کربوهیدرات‌های محلول در آب استفاده می‌شود و به عبارتی معرف هیدروکربن‌ها محسوب می‌شود) مورد استفاده قرار می‌گیرد. یک معرف شیمیایی می‌باشد که به خاطر یک شیمیدان آمریکایی به نام استنلی روزیتر بندیکت به این نام خوانده می‌شود.
از معرف بندیکت به عنوان نشانگر برای حضور قندهای احیاکننده استفاده می‌شود که شامل همهٔ منوساکاریدها و بسیاری از دی ساکاریدها مثل لاکتوز و مالتوز می‌باشد. معمولأ از آزمایش بندیکت برای مشخص کردن حضور آلدهیدها و آلفاهیدروکسی کتون‌ها همانند مواردی که در برخی کتوزها وجود دارد. با این حال اگرچه فروکتوز که یک کتوز هست اکیدأ یک قند احیاکننده نیست اما به عنوان یک آلفاهیدروکسی کتون بوده و جواب مثبت به آزمایش می‌دهد زیرا به آلدوزهایی چون گلوکز و مانوز تبدیل می‌شود با تغییر در گروه عاملی خود.
.
سولفات مس موجود در محلول بندیکت با قندهای احیاگر وارد واکنش می‌شود. محلول بندیکت می‌تواند مورد استفاده قرار گیرد تا اگر قندی مثل گلوکز در ساختار نشاسته هست مشخص شود. یک لیتر از معرف بندیکت از ۱۰۰ گرم سدیم کربنات بدون آب، ۱۷۳ گرم سدیم سیترات و ۱۷٫۳ گرم مس (دو ظرفیتی) سولفات پنج آبه.
معمولأ به جای محلول فهلینگ مورد استفاده قرار می‌گیرد.
معرف بندیکت متشکل از یون مس دو ظرفیتی (آبی رنگ) بوده که به یون مس یک ظرفیتی احیا می‌شود و به صورت اکسید مس (یک ظرفیتی)
(رسوب قرمز رنگ نامحلول در آب) ته‌نشین می‌شود.

## واکنش شیمیایی
برای آزمایش حضور مونوساکاریدها و قندهای دی ساکارید احیاکننده در غذا از نمونهٔ غذایی نامحلول در آب و مقدار کمی معرف بندیکت استفاده می‌کنیم. در طول بن ماری، که معمولأ بین ۴ تا ۱۰ دقیقه می‌باشد، محلول باید به سمت رنگ‌های آبی (فاقد گلوکوز)، سبز، زرد، نارنجی، قرمز و سپس به آجری یا قهوه‌ای (حداکثر مقدار گلوکوز) پیشرفت کند. تغییر رنگ نشان دهنده درصد گلوکوز می‌باشد. دی ساکاریدهای معروف لاکتوز و مالتوز مستقیمأ توسط معرف بندیکت شناسایی می‌شوند زیرا هر کدام دارای یک گلوکوز با یک کربن آنومر آزاد بعد از ایزومری‌شدن، هستند.
ساکاروز (شکر) متشکل از دو قند (گلوکز و فروکتوز) می‌باشد که با پیوند او-گلیکوزیدی به یکدیگر متصل‌شده و فاقد هیچگونه ساختار آلدهیدی در گلوکز یا آلفاهیدروکسی کتونی در فروکتوز (کربن آنومر آزاد) می‌باشد به همین دلیل ساکاروز به معرف بندیکت پاسخ نمی‌دهد و یک قند غی‌احیاکننده می‌باشد.
ساکاروز به صورت غیر مستقیم سبب مثبت شدن تست بندیکت می‌شود اگر قبل از آزمایش تحت هیدروکلریک اسید رقیق و گرما قرار بگیرد، اگرچه بعد از اینکار دیگر ساکاروز نیست. اسید و گرما پیوندهای او- گلیکوزیدی را در ساکاروز طی فرایند هیدرولیز می‌شکند. محصولات تجزیهٔ ساکاروز، گلوکوز و فروکتوز، هر دو همان‌گونه که در بالا گفته‌شد، توسط معرف بندیکت شناسایی می‌شوند.
نشاسته نسبت به معرف بندیکت، به علت وجود نداشتن کربن‌های آنومر آزاد در انتهای زنجیره واکنش نشان نمی‌دهد یا بسیار کم واکنش می‌دهد. اینوزیتول نمونه دیگری از یک کربوهیدرات می‌باشد که به آزمایش جواب منفی می‌دهد.
معرف بندیکت می‌تواند در آزمایش‌های شناسایی گلوکز در ادرار مورد استفاده قرار گیرد. وجود گلوکز در ادرار یکی از علایم دیابت شیرین می‌باشد. بعد از اینکه مشخص شد یک قند احیاکننده در ادرار وجود دارد حال نوبت به انجام آزمایشی جهت شناسایی نوع قند موجود در ادرار می‌باشد.
فقط گلوکز می‌باشد که نشان‌دهندهٔ دیابت است.
| نتیجه                                 | مشاهده                            | آزمایش                                                                     |
| ------------------------------------- | --------------------------------- | -------------------------------------------------------------------------- |
| قند احیاکننده‌ای مانند گلوکز حضور دارد | رنگ‌های قرمز یا سبز یا زرد حاصل شد | محلول آبی مجهول + ۳میلی لیتر محلول بندیکت چند دقیقه بن ماری و بعد خنک کردن |
| قند احیاکننده حضور ندارد              | محلول بدون تغییر رنگ باقی ماند    | محلول آبی مجهول + ۳میلی لیتر محلول بندیکت چند دقیقه بن ماری و بعد خنک کردن |

## معرف کمی
از معرف کمی بندیکت استفاده می‌شود تا مشخص شود چه مقدار قند احیاکننده موجود است. این محلول به جای رسوب قرمز به شکل رسوب سفید رنگ درآمده و می‌توان از آن در تیتراسیون استفاده کرد. تیتراسیون برای درجه‌بندی بهتر است به جای نمونه با گلوکز ۱٪ تکرار شود.